# Pierre de Belleyme
Pierre de Belleyme (Bassac 1747, Paris 1819) est un ingénieur géographe du roi Louis XV. On lui doit une remarquable Carte de Guyenne, publiée à partir de 1785, plus connue sous le nom de Carte de Belleyme.

## Présentation
Il est officier du génie quand il est chargé le 6 novembre 1766 « en qualité de sous-ingénieur géographe de Sa Majesté de la levée, vérification, correction et direction des travaux relatifs à l'exécution de la carte topographie de la province de Guyenne » par l'intendant de la généralité de Bordeaux, Charles Robert Boutin, ainsi que le 7 juillet 1770 par Charles d'Esmangart,.
Il fut chargé, dès 1776, de la gravure de planches cartographiant la Guyenne de l'époque, à savoir les départements actuels de la Dordogne, la Gironde, les Landes et du Lot-et-Garonne. Il dresse sa première carte détaillée en 1783. Il deviendra Chef de la Division topographique aux Archives de France. Il a continué ce travail jusqu'en 1793.
Dans sa séance du 23 février 1793, le Comité de Division de la Convention nationale, « qu'il était indispensable d'avoir au plus tôt les cartes des 85 départements » et a arrêté que « pour ce travail, les citoyens Belleyme et Henry, géographes, seraient pour suivre les ouvrages du Comité ». Le 3 brumaire an IV (25 octobre 1795) de la République, les représentants du peuple constituant le Comité de Division de la Convention nationale donnent un certificat de satisfaction pour son travail. Le 4 brumaire, c'est la Convention nationale qui décrète qu'il doit être fait mention honorable du travail du citoyen Belleyme. Il a obtenu le poste de chef du dépôt topographique, appelé ensuite Section topographique et statistique le Ier brumaire an IV (23 octobre 1795) et l'a occupé jusqu'à sa mort.
Il est anobli par lettres patentes du roi Louis XVIII pour ses travaux.

## Carte de Belleyme

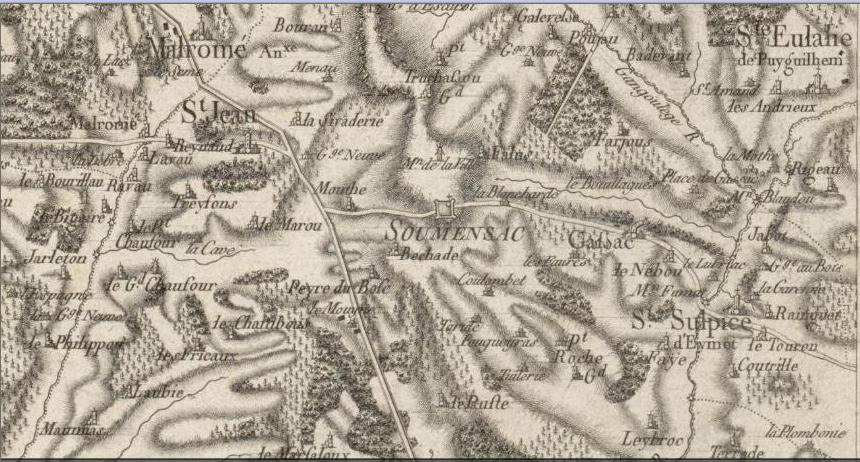
Extrait de la carte de Belleyme

Avec la fameuse Carte Générale de France de Cassini à 1/86 400 et celle de Masse à 1/28 000 pour le Médoc, celle de Belleyme, à 1/43 200 ( « 2 lignes pour 100 toises » de l'époque), dont les levés ont été effectués pour la partie périgourdine de 1761 à 1774 et vérifiés entre 1773 et 1789, permet d’avoir, au nord d’une ligne Saint-Julien-en-Born – Mont-de-Marsan, une idée précise des Landes de Gascogne à la fin de l’Ancien Régime : chemins, étendues de landes, lagunes et ruisseaux, pinhadars bien moins étendus qu’aujourd’hui, quartiers (hameaux) et formes principales du relief donnent une tout autre vision de ce pays que les bons esprits, acquis aux idées des Physiocrates, envisageaient sérieusement à coloniser.
Avec un total 35 feuilles de format 90 x 56 cm et 16 demi-feuilles de format 45 x 56 cm, elle constitue un outil précieux pour l'étude des circonscriptions administratives de l'époque, de la répartition de la végétation, de l'implantation et de l'étendue des villes et des sites industriels, et enfin pour l'étude des noms de lieux-dits.

## Famille
- Pierre Belleyme (1708-1762), maître chirurgien, marié en 1727 à Françoise Crevet (1709-1788)
  - Louis Belleyme (1732-1805), notaire à Bassac,
  - Léonard Belleyme (1737-1779)
  - Pierre de Belleyme (1747-1819) marié en 1784 à Paris à Anne-Marguerite Dubois (†1787)
    - Louis-Marie de Belleyme (1787-1862), président du tribunal de 1re instance de Paris, préfet de police, se démit à la constitution du ministère Polignac, commandeur de la Légion d'honneur[5], marié en 1813 à Paris à Amélie Guyot (1797-1861)
      - Pierre-Louis-Charles de Belleyme (1814-1871), magistrat, marié en 1842 à Augustine Bessirard de la Touche (1822-1899)
      - Charles Adolphe de Belleyme (1818-1864), député, officier de la Légion d'honneur[6]

  - Marguerite Belleyme (1753-1809)

## Publication
- Archives départementales de la Dordogne : Carte de la Guyenne par Pierre de Belleyme

## Hommages
- Collège Pierre-de-Belleyme, à Pauillac.
- Place Belleyme, à Périgueux.